# Jaramillo Quemado
Jaramillo Quemado ist ein Ort und eine Gemeinde (municipio) mit 10 Einwohnern (Stand: 2024) im Zentrum der Provinz Burgos in der Autonomen Gemeinschaft Kastilien und León. Jaramillo Quemado liegt in der Comarca und der Weinbauregion Sierra de la Demanda.

## Lage und Klima
Die Gemeinde Jaramillo Quemado liegt etwa 55 Kilometer südöstlich der Provinzhauptstadt Burgos in einer Höhe von ca. 980 m. Der Río de San Martín begrenzt die Gemeinde im Westen. Das Klima ist gemäßigt bis warm; Regen (ca. 874 mm/Jahr) fällt übers Jahr verteilt.

## Sehenswürdigkeiten
- Martinskirche (Iglesia de San Martín de Tours)
- Einsiedelei Santa Maria
- Gerichtsstele